# إدموند بلانت
إدموند بلانت هو سياسي أسترالي، ولد في 10 ديسمبر 1844 في نوتنغهام في المملكة المتحدة، وتوفي في 28 أبريل 1926 في Sandgate, Queensland ‏ في أستراليا.